# Ночь выборов
«Ночь выборов» (англ. «Election Night») — премьерный эпизод седьмого сезона американского телесериала в жанре антология «Американская история ужасов». Премьерный показ состоялся 5 сентября 2017 года на телеканале FX. Режиссёром выступил Брэдли Букер, сценаристами стали создатели сериала — Райан Мёрфи и Брэд Фэлчак.
Главная героиня сезона — Элли (Сара Полсон) пытается справиться с видениями, которые появились после злосчастной ночи, когда президентом США был выбран Дональд Трамп. Она постоянно видит клоунов, которые преследуют её. А тем временем, странный молодой человек по имени Кай (Эван Питерс) продвигает в массы свое учение. Его культ набирает популярность, что может обернуться плачевными последствиями для ни о чём не подозревающей Элли.

## Сюжет
Сезон начинается с обрывков реальных телерепортажей о выборах президента Соединенных штатов. Дональд Трамп в одном из интервью сказал, что может застрелить кого-то и не потерять голоса. Хиллари Клинтон прокомментировала, что будущий президент не может нести такую ересь. Между сторонниками двух кандидатов начались стычки.
8 ноября 2016, ночь выборов. Кай Андерсон и Элли Мейфэр-Ричардс со своей семьей и друзьями в своих домах смотрят репортаж, где объявляют о победе Трампа. Элли не может в это поверить, у неё начинается истерика, женщину бросает в слезы. Кай, наоборот, несказанно рад и прыгает от счастья как ненормальный. Том Ченг говорит, что Хиллари потеряла много голосов в их штате, Мичигане. Том орет на свою жену за то, что она не пошла на выборы, чем поставила под угрозу права однополых браков, одним из которых является Элли и Айви. Их сын Оззи слышит это и говорит, что не хочет, чтобы их мамочки не были больше женаты. Они успокаивает его, сказав, что этого никогда не случится.
Кай смешивает в блендере снэки оранжевого цвета, красит ними лицо и укладывает волосы, чтобы быть похожим на Трампа. В этом виде он заявляется к сестре. Уинтер расстроена поражением Хиллари, ведь активно поддерживала её. Она прогоняет брата, но тот не хочет уходить. Она признается, что очень испугана.
Парочка занимается сексом на пикнике. Девушке кажется, что за ними кто-то наблюдает. Парень шутит, что это Твисти, клоун которых убил на этом месте парочку 40-50 лет назад. Тут он тихонько подкрадывается к ним, парень стреляет в него, но тот непробиваем. Злой клоун валит его на землю и перерезает глотку. Девушка бежит и прячется в его автобусе. Она хочет вызвать 911, но не может сказать ни слова, чтобы её не заметили. Твисти все равно находит её и вырывает несчастной язык. Он снимает маску, показывая отсутствие нижней челюсти, и отвечает на звонок мычанием. Все это оказывается визуализацией комикса, который втихаря ночью читает Оз.
Элли прерывает его и просит показать книжку, считая что там эротические фото. Обложка до ужаса пугает Элли, но Айви удается привести её в чувства.
Кай подает заявку на место в городском совете. Он говорит, что страх должен держать это сообщество. Но Том Ченг не в восторге от его философских речей, впрочем, как и все остальные. После получения отказа Кай уходит, но напоследок угрожает, что обиженный человек способен на все.
Элли рассказывает психотерапевту Руди Винсенту о своих фобиях: боязни клоунов, замкнутого пространства и крови. У неё даже вызывает дискомфорт коралл на полке из-за его маленьких отверстий. Руди отмечает, что он уже давно там стоит. Элли объясняет, что раньше она подавляла свои страхи, но после выборов все вышло из под контроля. Подобное уже было после событий 11 сентября, когда она не могла покинуть свою квартиру. Айви помогла ей избавиться от страхов. Руди советует не читать СМИ, чтобы оградить себя от плохих новостей. Также он выписывает ей таблетки, но Элли не горит желанием их принимать.
Элли общается в супермаркете в кассиром, который поддерживает Трампа. Магазин пуст, возможно, из-за того, что все смотрят речь Трампа. Элли начинают преследовать люди в клоунских масках. Заметив их, она ускоряется и натыкается на пару клоунов, которые занимаются сексом в овощном отделе. Человек в маске с четырьмя лицами едет на неё с ножом. Элли пытается защититься бутылкой вина. Увидев ещё несколько клоунов, она бежит в свою машину и звонит Айви. Ещё один член банды поджидает её на заднем сидении. Он пугает женщину и она врезается в столб.
Детектив Сэмюэлс привозит её домой и сообщает Айви, что следов нападения не обнаружено. Айви поддерживает жену. На следующий день они обсуждают состояние своего ресторана, который Элли забросила после выборов, и Айви пришлось все делать одной. Элли обещает привести бизнес и их брак в норму. Когда они идут из ресторана, Айви напоминает Элли, что та голосовала за Джилла Стейна, то есть сделала свой вклад в поражение Клинтон. Кай, который слышал их разговор, «случайно» обливает Элли кофе.
Супруги понимают, что им нужна няня, на объявление откликается Уинтер. Параллельно показывается её собеседование и игра с Каей, по правилам которой можно говорить только правду. Оказывается, она бросила колледж, чтобы заниматься поддержкой Клинтон. Также она признается Каю, что боится детей, хотя работодателям утверждает обратное. Уинтер рассказывает брату о самих неприятных и приятных случаях в её жизни. В конце она сознается, что боится Кая.
Кай обливает группу латиноамериканцев мочой, за что получает от них. Уинтер видит, что Оз рисует Твисти с мертвой женщиной, и решать показать ему настоящий труп на сайте в интернете. Оззи тяжело смотреть, но няня говорит, что это сделает его сильнее. Когда Уинтер уходит, мальчик слышит шум на улице. К соседнему дому подъезжает грузовик с мороженым, из которого выходят та самая группа клоунов.
Во время ужина в ресторане Элли мерещится, что из её блюда течет кровь, а рядом она видит мастурбирующего клоуна. Айви не верит ей и советует начинать принимать таблетки. Приехав домой, они видят, что улица перекрыта полицией. Супруги перепугано начинает звать сына. К их счастью, он цел и с Уинтер.
Он рассказывает, что клоуны пялились на него, а затем они с Уинтер пошли к соседнему дому. Она подсадила его, чтобы он увидел через окно как банда расправляется с Ченгами. Няня утверждает, что у парня разыгралось воображение из-за комиксов, которые он читает, и ничего подобного не случалось. Сэмьюльс утверждает, что это больше похоже на убийство с последующим суицидом.
Ночью Элли слышит шум. Она зовет свою жену, но оказывается, что рядом с ней лежит клоун.

## Критика и приём
В премьерный показ «Ночь выборов» посмотрело 3,93 миллиона человек с долей 2,0 в возрастной категории от 18 до 49 лет.
Эпизод получил положительные отзывы от критиков. На аналитическом агрегаторе Rotten Tomatoes «Ночь выборов» имеет рейтинг одобрения 84 %, основанный на 19 рецензиях.